# Маринър 10
Маринър 10 е американски непилотиран космически апарат, изстрелян на 3 ноември 1973 г. с цел изследването на планетите Меркурий и Венера. Пуснат е две години след Маринър 9 за последната мисия от програма Маринър (Маринър 11 и 12 са обозначени като Вояджър 1 и Вояджър 2).

## Дизайн и траектория
Корпусът на апарата е дълъг 1,4 м. Има и два слънчеви панела с дължина по 2,7 м всеки. Сондата има стартово тегло от 503 kg, от които 79,4 kg научна апаратура.
Маринър 10 е първият космически апарат, който използва маневрата гравитационно подпомагане, използвайки Венера, за да промени траекторията на полета си и да снижи перихелия си до орбитата на Меркурий. Тази маневра, извършена според орбиталната механика и изчисленията, направени от италианския учен Джузепе Коломбо, поставя космическата сонда в орбита, която многократно го среща с Меркурий. Маринър 10 използва радиационното налягане върху слънчевите си панели, за да контролира височината си.

### Инструменти
1. Две тесноъгълни камери с дигитален запис, работещи във видимия и ултравиолетовия диапазон.
2. Ултравиолетов спектрометър
3. Инфрачервен радиометър
4. детектор на слънчевата плазма
5. комплект Гайгер-Мюлерови броячи за регистрация на заредени частици
6. два магнитометъра, изнесени на конзола, дълга 7 метра

## Полет

### Напускане на системата Земя-Луна
През първата седмица на полета камерите на Маринър 10 са изпробвани, като предават 5 серии снимки на Земята и 6 на Луната. Заснет е и северният полюс на Луната, който дотогава е по-слабо изследван. Това осигурява ценна информация за по-цялостно картографиране на Луната и създаването на Лунна контролна мрежа.

### Полет до Венера
Маринър 10 минава покрай Венера на 5 февруари 1974 г. на най-близко разстояние 5768 km в 17:01 UT. Заснема облаците над планетата през близо-ултравиолетов филтър и извършва други атмосферни проучвания. На изпратените фотографии се различават множество подробности от облаците, което изненадва астрономите, тъй като облачната покривка на Венера изглежда изключително еднообразна във видимия спектър.
Апаратът предава около 3000 снимки на планетата във видимия и ултравиолетовия спектър с максимална разделителна способност съответно до 90 и 18 метра. Фотографиите показват, че атмосферата на Венера е в постоянно движение. Съставен е модел за атмосферната динамика на планетата. Апаратът уточнява също нейната маса (която се оказва много по-малка от предполагаемата дотогава) и потвърждава отсъствието на магнитно поле на Венера.
- Изображение на Венера в естествени цветове, получено чрез обработка на нормални снимки и снимки заснети през син филтър.
- Фотографско изображение на Венера, заснето с ултравиолетова светлина.

### Полет до Меркурий
Първото преминаване покрай Меркурий е направено в 20:47 UT на 29 март 1974 г. при най-близко разстояние от планетата 703 km. След като прави една обиколка около Слънцето, (а в това време планетата извършва две такива), Маринър 10 минава отново близо до Меркурий на 21 септември 1974 г. на разстояние 48 069 km. Третото, последно и най-близко прелитане до планетата е на 16 март 1975 г. на разстояние само 327 km.
- Планетата Меркурий, заснета от Маринър 10
- Склон от Меркурий, заснет при първото преминаване на Маринър 10
- Меркурий в изкуствени цветове
- Басейн с диаметър 190 km, покрит с равнини. Краищата на басейна са разрушени от по-късни събития.
- Меркурий, регион Австралия
- Меркурий, регион Аврора
- Меркурий, регион Кадуцета

### Край на мисията
След последната маневра горивото на апарата е почти изчерпано и Маринър 10 започва нова обиколка около Слънцето. Изчерпването на запасите от азот са отбелязани със започването на непрограмирана маневра. Веднага са изпратени команди за спиране на функциите на предавателя и на радиосигналите от апарата и връзката със Земята е прекъсната.
Сега Маринър 10 вероятно още обикаля около Слънцето, но инструментите на борда му най-вероятно са повредени от слънчевата радиация.

## Открития
По време на първото преминаване покрай Венера, Маринър 10 заснема движение на облаци в атмосферата и засича много слабо магнитно поле.
Маринър 10 преминава покрай Меркурий три пъти. Поради геометричните особености на орбитата (орбиталният период на Маринър 10 е почти два пъти по-голям от този на Меркурий), една и съща страна на Меркурий е огрявана от Слънцето при всяко преминаване. Това позволява в края на мисията да се регистрира около 40 – 45% от повърхността, като общо са били заснети над 2800 снимки. Те показват повърхност, подобна на лунната – осеяна с многобройни кратери. Снимките са от голямо значение, тъй като повърхността на Меркурий не може да бъде наблюдавана чрез телескоп от разстояние. Заснети от апарата са целите или по-голямата част от регионите Бетховен, Кайпер, Микеланджело, Толстой и Дискавъри, половината от Бах и Виктория и малки части от някои други.
Маринър 10 открива, че Меркурий има оскъдна атмосфера, състояща се предимно от хелий, както и магнитното поле и богато на желязо планетно ядро. Радиометричните изследвания предполагат, че нощната температура на повърхността на планетата достига около -183°C, а максималната дневна е около 187 °C.